# 大阪产业大学
大阪产业大学（日文假名：おおさかさんぎょうだいがく，英文：OSAKA SANGYO UNIVERSITY），是日本一所本部位于大阪府大东市中垣内3-1-1的私立大学。1965年设立。大学简称大产大OSU。

## 概况
学校的前身是1928年（昭和3年）创立的大阪铁道学校。目前是一所拥有6个学部（国际学部，设计工学部，人间环境学部，体育健康学部，经营学部，经济学部）以及短期大学部的综合大学。2007年与上海外国语大学合办大阪产业大学孔子学院。

## 建校精神
培养伟大而平凡的人才。

## 创立者
大阪产业大学的创立者是濑岛源三郎。

## 建校履历
- 1928年11月， 瀬岛源三郎在大阪市北区兎我野町创立大阪鉄道学校。
- 1950年4月，设立了大阪交通短期大学。
- 1951年，改名为学校法人大阪交通学园。
- 1965年10月，大学改名大阪产业大学。
- 1966年4月，大阪产业大学短期大学部设立。
- 1986年4月，设立了经济学部。
- 2001年4月，设立了人间环境学部。
- 2017年4月，设立了国际学部。

## 相关链接
- 官方网站 （页面存档备份，存于）
- 大阪产业大学孔子学院 （页面存档备份，存于）